# JR東日本E653系電力動車組
E653系电力动车组是JR东日本自1997年起用于特别急行列车服务的双电压直流/交流电力动车组。

## 衍生型号
- E653系0番台：制造于1997年，共有8列7节编组和4列4节编组，运行于常磐线特急列车“Fresh常陆”（Fresh Hitachi）；
- E653系1000番台：2013-2014年间改造自E653系0番台的7节编组，运行于羽越本线特急列车“稻穗”（Inaho）；其中U108編組於2018年重返勝田車輛中心行走各臨時或團體租用列車。
- E653系1100番台：2014-2015年间改造自E653系0番台的4节编组，运行于信越本线特急列车“白雪”（Shirayuki）。

## 运营
自1997年投入服务起，E653系便以7节编组、7+4编组和7+7编组，运行东京都上野站和福岛县磐城站间的常磐线特急列车“Fresh常陆”；但自2013年3月16日的时刻表改正后即退出了定期服务。
2013年9月28日的时刻表改正后，“Fresh常陆”特急列车便由新的E657系代替重新编组的E653系运行，后者被调往运行于新潟县和秋田县之间的“稻穗”特急列车，代替日本国铁时期的485系，并重新定型为E653系1000番台。“稻穗”特急列车所用车辆最终将会由8列7节编组E653系1000番台组成，这些列车将新增绿色车厢（头等）并换上代表夕阳、水稻和大海的新涂装。

## 车辆详情
各车辆的生产商和生产日期见下表：

### 7节编组
| 原始编组编号 | 原始涂装色彩 | 交付日期   | 生产商       | 新编组编号 | 改造日期   |
| ------------ | ------------ | ---------- | ------------ | ---------- | ---------- |
| K301         | 红           | 1997-07-22 | 日立         | U-101      | 2013-06-25 |
| K302         | 蓝           | 1997-08-04 | 日立         | U-102      | 2013-08-28 |
| K303         | 黄           | 1997-08-07 | 近畿车辆     | U-103      | 2013-10-31 |
| K304         | 绿           | 1997-08-26 | 东急车辆制造 | U-104      | 2014-01-09 |
| K305         | 红           | 1998-11-04 | 日立         | U-105      | 2014-03-18 |
| K306         | 黄           | 1998-11-18 | 近畿车辆     | U-106      | 2014-06-19 |
| K307         | 绿           | 1998-11-24 | 东急车辆制造 | U-107      | 2014-09-01 |
| K308         | 蓝           | 1998-11-25 | 日立         | U-108      | 2015-03-26 |

- 原E653系0番台7节编组均在郡山综合车辆中心实施改造；
- U-108编组为原K354编组（4节）加入原K308编组3节中间车改造而成。[7]
- U106及U107編組於2017年分別塗上瑠璃藍和玫瑰粉紅涂装
- U108編組於2018年塗上了類似日本國鐵485系電動列車的涂装，改屬勝田综合车辆中心，更改編號為K70，2019年2月起行走於各臨時列車。

### 4节编组
| 原始编组编号 | 原始涂装色彩 | 交付日期   | 生产商       | 新编组编号 | 改造日期   |
| ------------ | ------------ | ---------- | ------------ | ---------- | ---------- |
| K351         | 橙           | 1998-11-18 | 近畿车辆     | H201       | 2014-12-01 |
| K352         | 橙           | 1998-11-24 | 东急车辆制造 | H202       | 2014-10-27 |
| K353         | 橙           | 1998-11-25 | 日立         | H203       | 2015–03-04 |
| K354         | 橙           | 2005-02-27 | 日立         | H204       | 2015-02-26 |

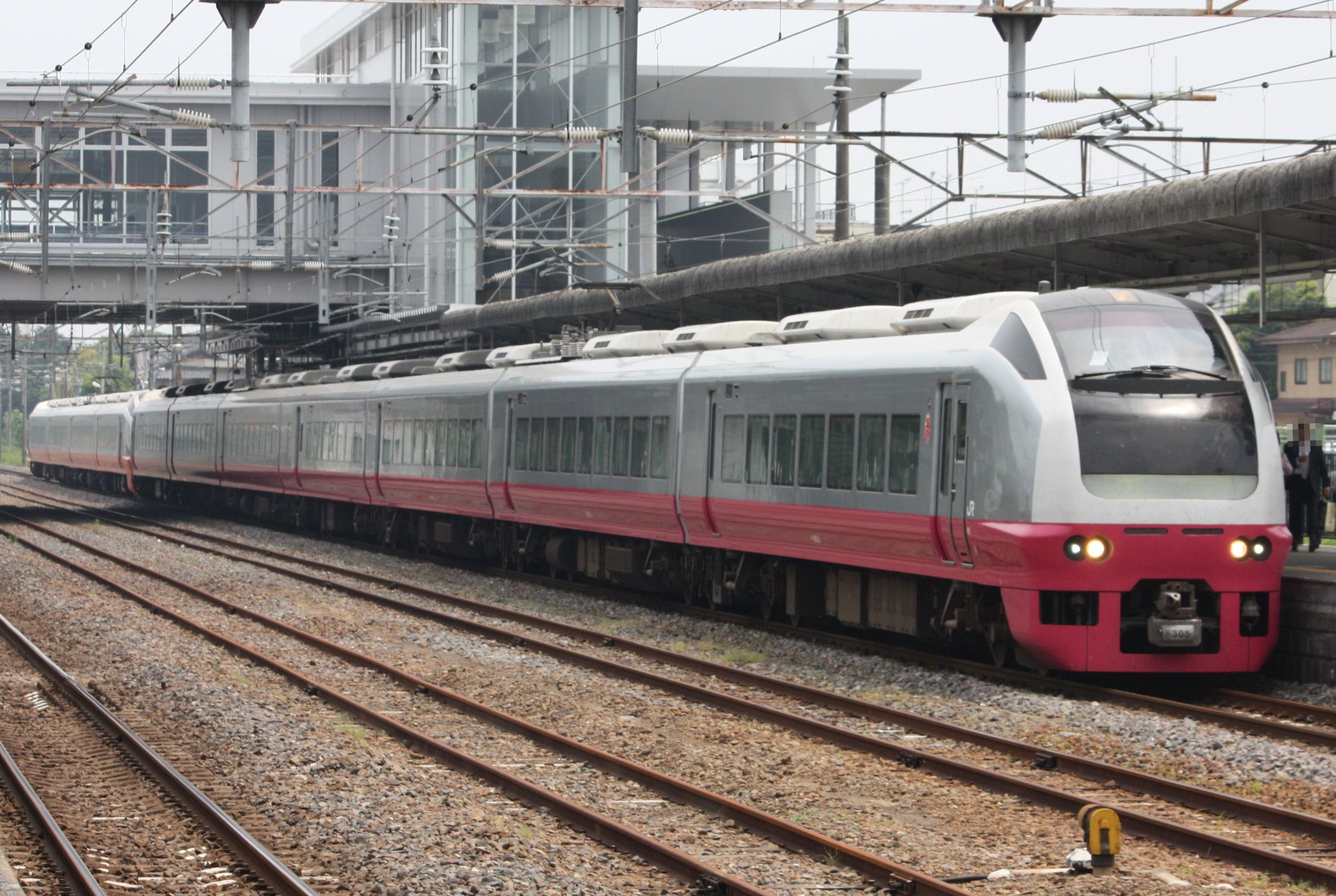
红色涂装7节编组K305，2008年5月
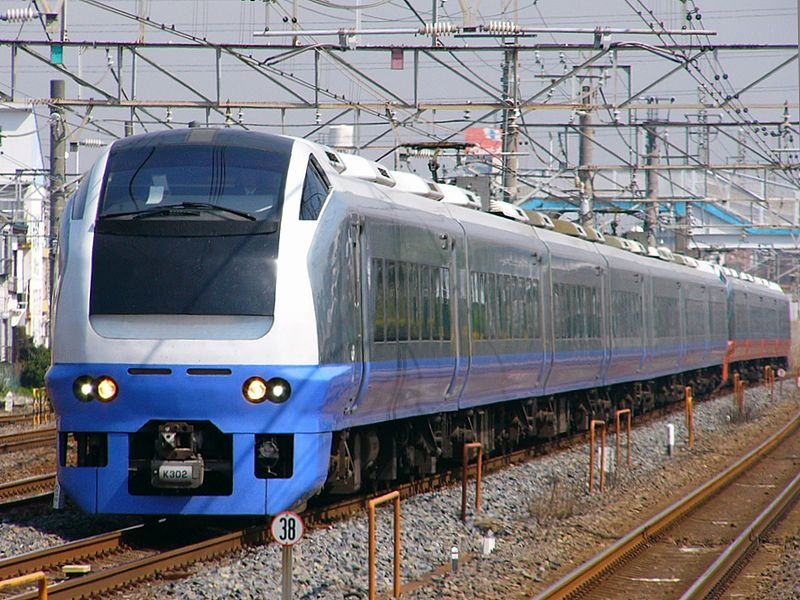
蓝色涂装7节编组K302，2003年4月
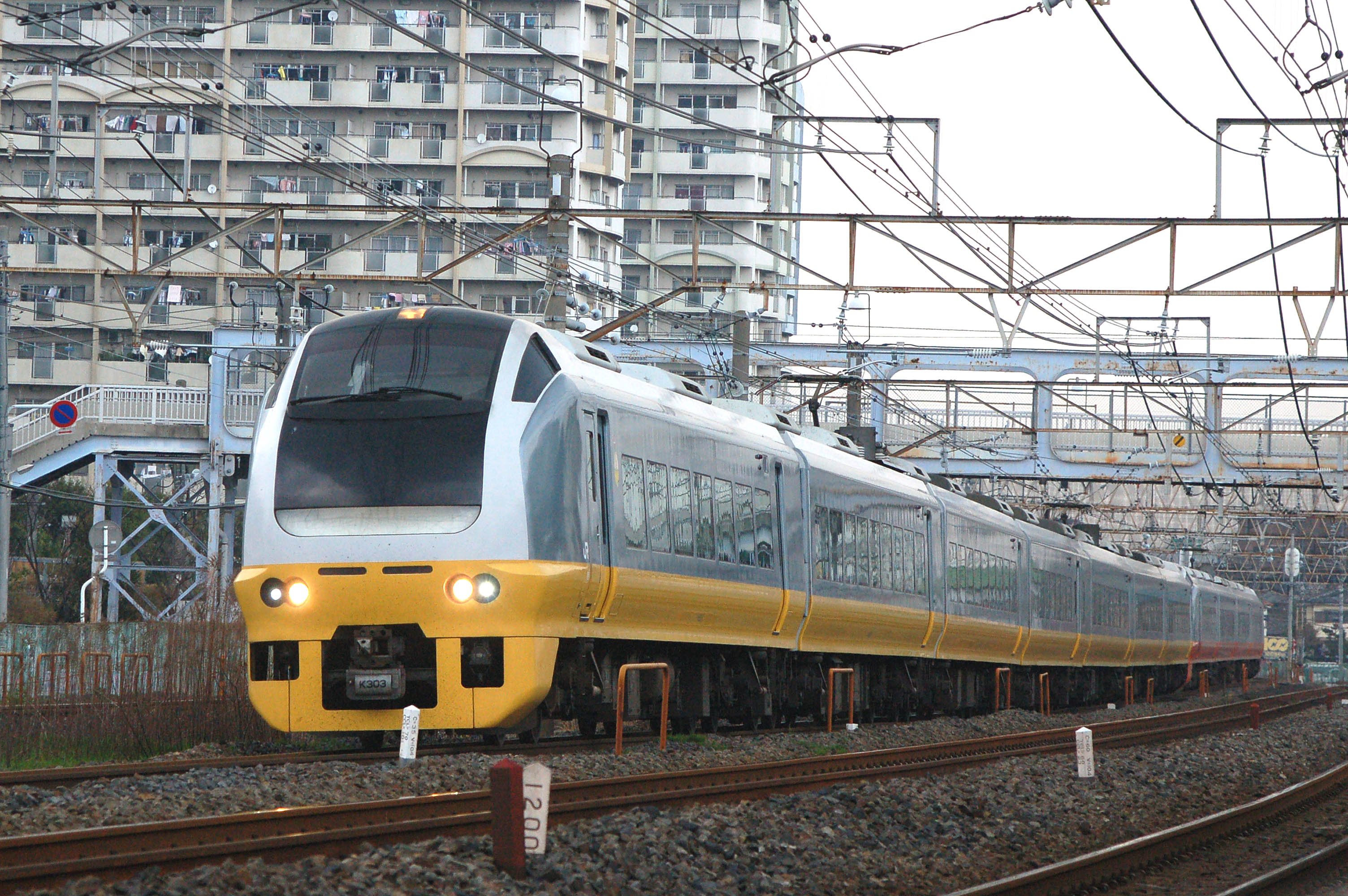
黄色涂装7节编组K303，2006年4月
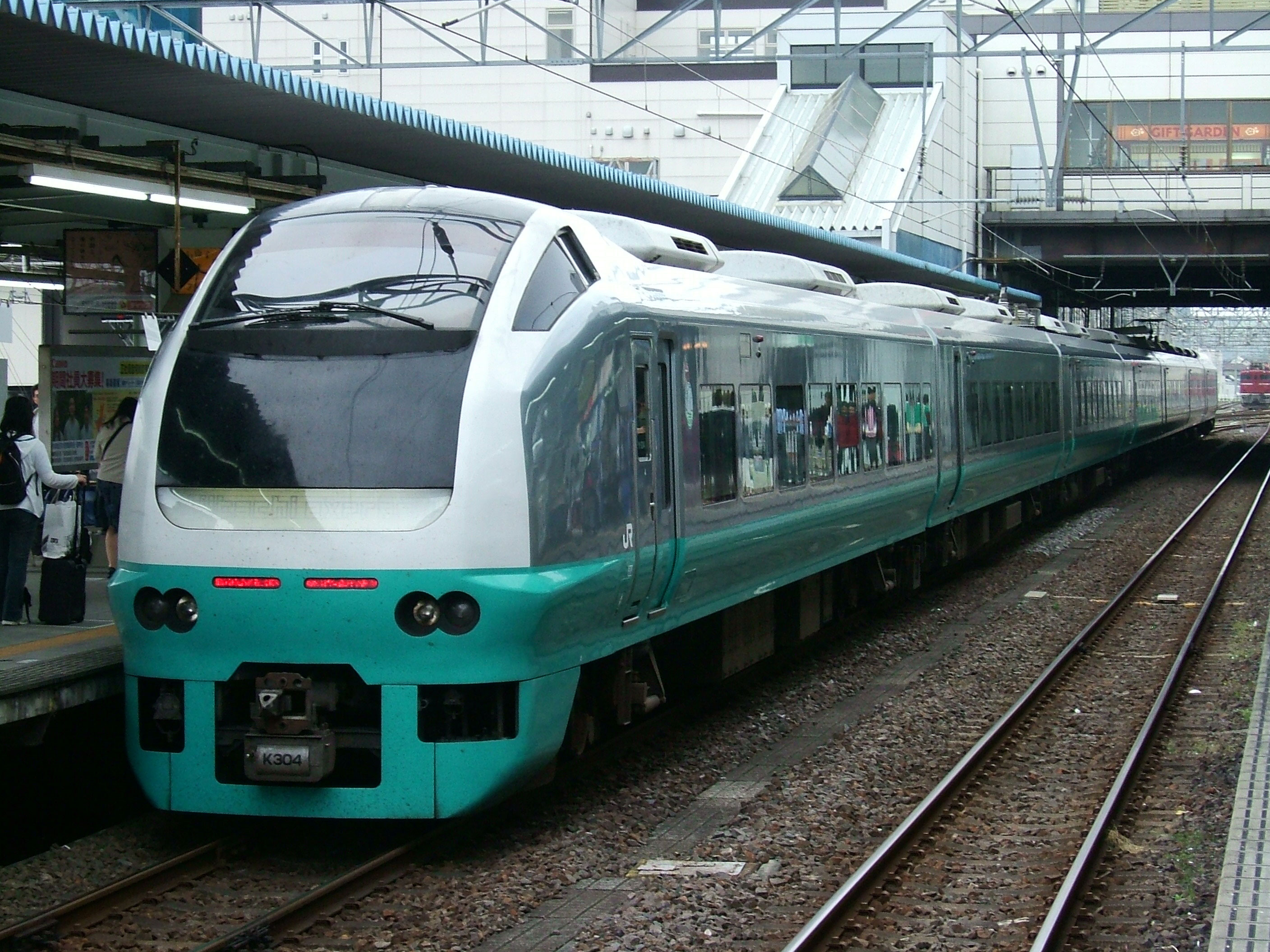
绿色涂装7节编组K304，2009年5月
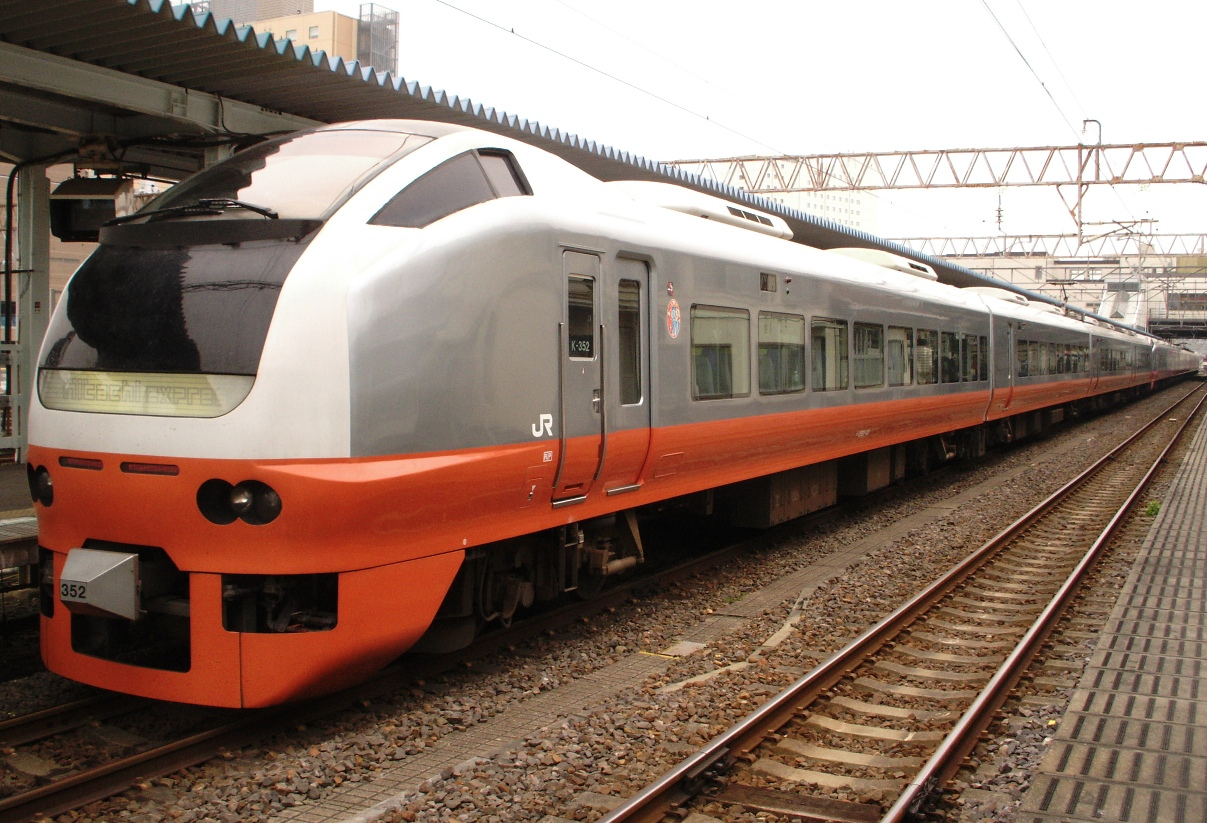
橙色涂装4节编组K352，2007年3月
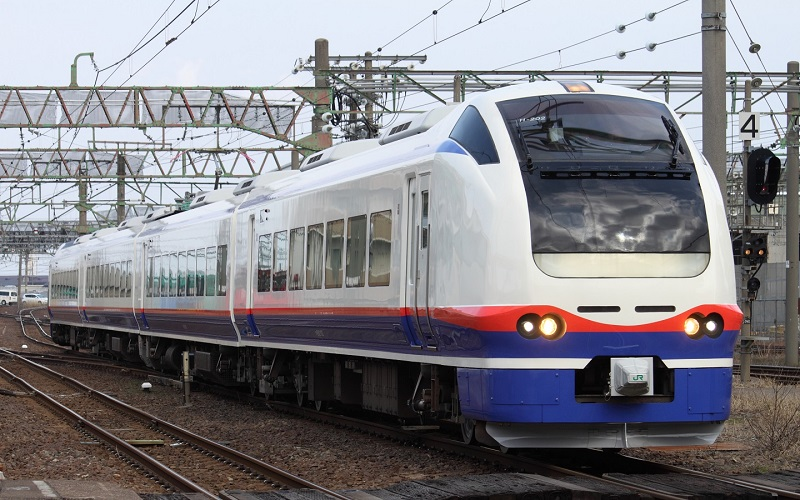
4节编组H202（E653系1100番台），2015年3月

## 编组型式

### 7节编组（K301-K308）
7节编成编组型式如下，第1节为南行（上野方向）先头车。
| 车厢 | 1         | 2         | 3         | 4         | 5         | 6         | 7         |
| ---- | --------- | --------- | --------- | --------- | --------- | --------- | --------- |
| 型式 | T'c       | M1        | M2        | T         | M1        | M2        | Tc        |
| 型号 | KuHa E652 | MoHa E653 | MoHa E652 | SaHa E653 | MoHa E653 | MoHa E652 | KuHa E653 |

- 第2节和第5节车厢各有一具PS32单臂受电弓；[3]
- 第1、3、4、6节车厢配备有洗手间。[3]

### “稻穗”用E653系1000番台7节编组（U101-U108）
重组后用于“稻穗”特急列车的7节编组E653系1000番台列车（U-101至U-108编组），编组为4辆动车加3辆无动力拖车，第1节为北行（秋田方向）先头车；所有列车以新潟车辆中心为基地，编组见下表。
| 车厢 | 1              | 2              | 3              | 4              | 5              | 6              | 7              |
| ---- | -------------- | -------------- | -------------- | -------------- | -------------- | -------------- | -------------- |
| 型式 | Tsc'           | M1             | M2             | T              | M1             | M2             | Tc             |
| 型号 | KuRo E652-1000 | MoHa E653-1000 | MoHa E652-1000 | SaHa E653-1000 | MoHa E653-1000 | MoHa E652-1000 | KuHa E653-1000 |

- 第2节和第5节车厢各有一具PS32单臂受电弓；[3]
- 第1、3、4、6节车厢配备有洗手间。[3]

### 4节编组（K351-K354）
4节编成编组见下表，其中第8节为南行（上野方向）先头车。
| 车厢 | 8             | 9         | 10        | 11            |
| ---- | ------------- | --------- | --------- | ------------- |
| 型式 | T'c           | M1        | M2        | Tc            |
| 型号 | KuHa E652-100 | MoHa E653 | MoHa E652 | KuHa E653-100 |

第9节车厢有一具PS32单臂受电弓。

## 内部

### E653系0番台
E653系0番台全部为普通车厢，座位布置型式为2+2，间距910 mm。

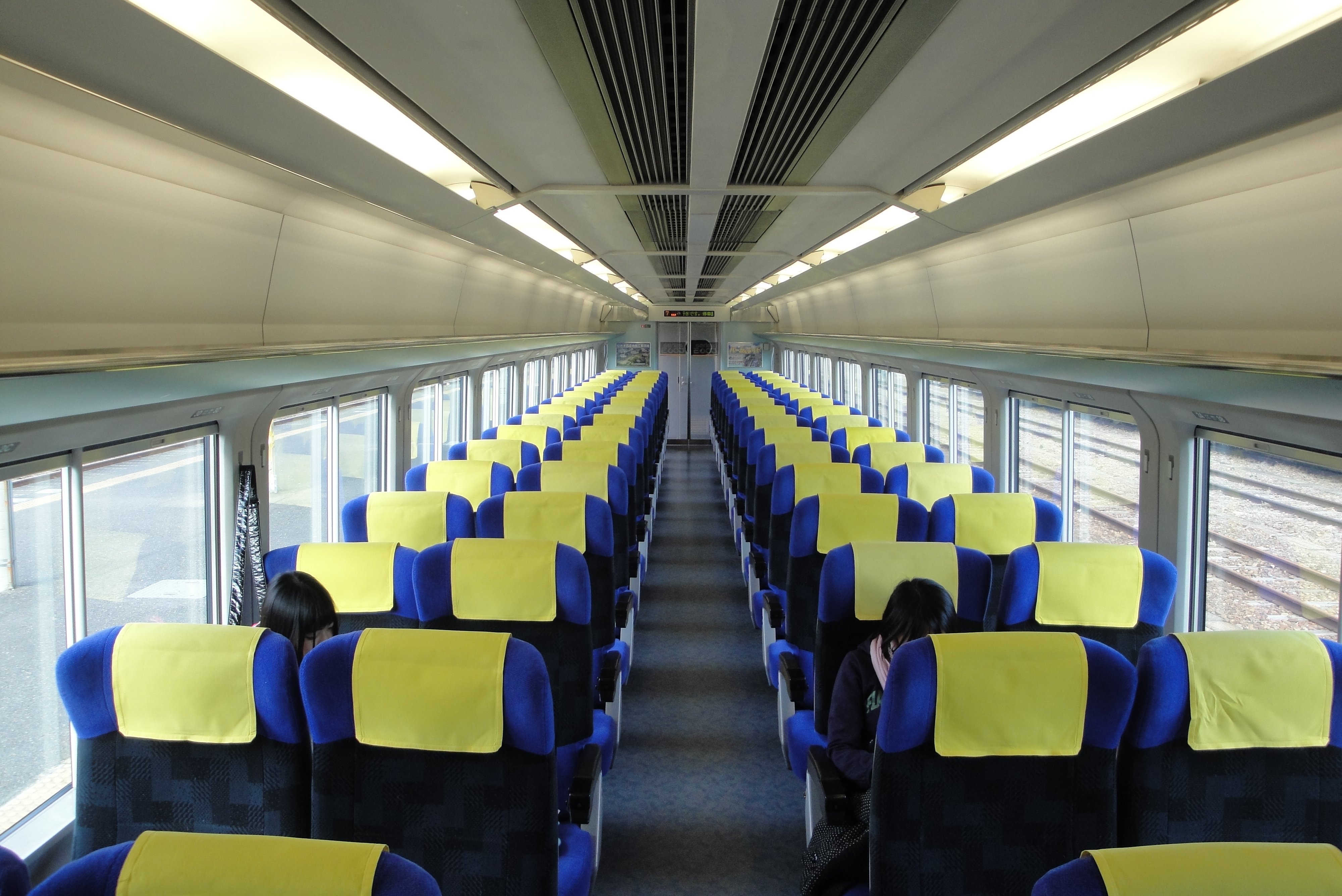
E653系原始内部设计（普通车厢），2010年1月
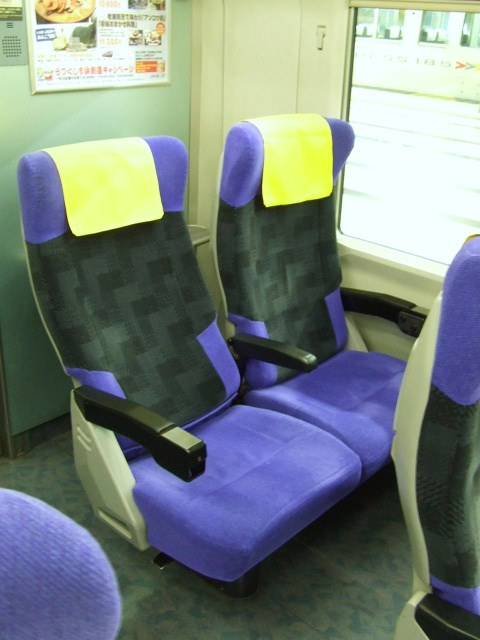
E653系原始普通车厢座位

### E653系1000番台
E653系1000番台的绿色车厢采用2+1座位布置型式，海侧为两座并排，山侧则为单个座位。座位行距为1820 mm，与车窗对齐，是普通车厢的两倍；且各排座位间有附加隔板以提升私密性。绿色车厢定员为18席。

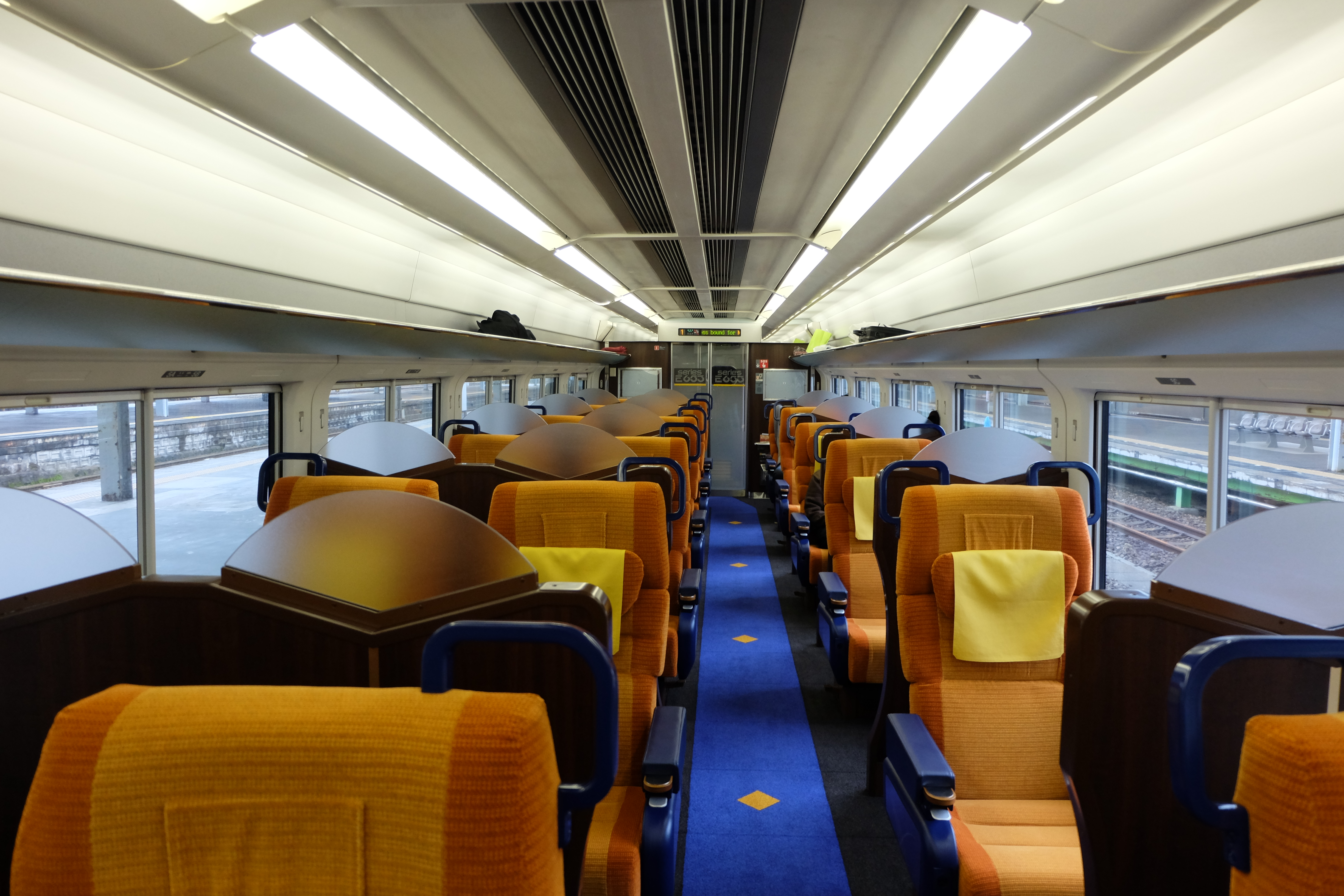
E653系1000番台绿色车厢內裝
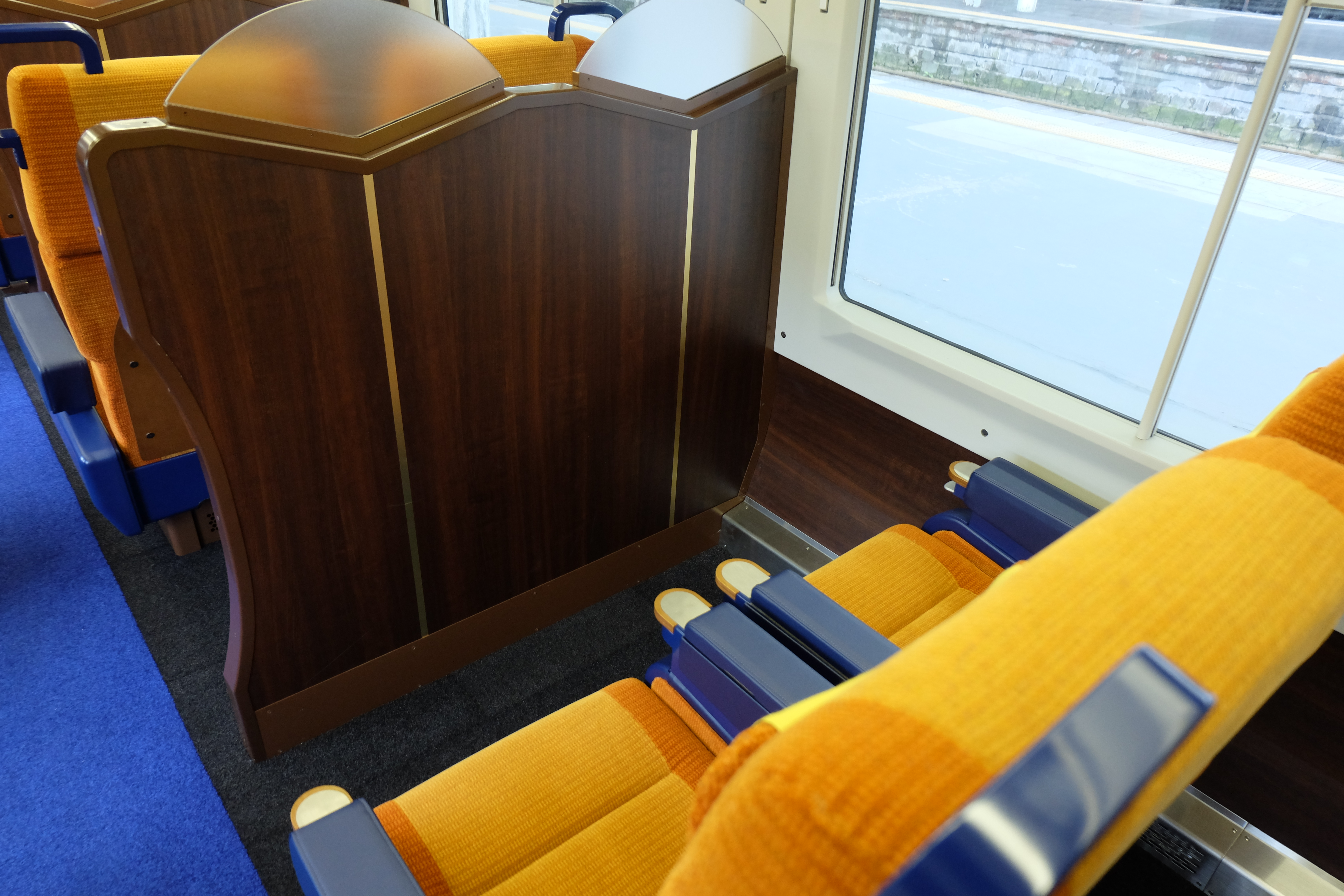
绿色车厢座位
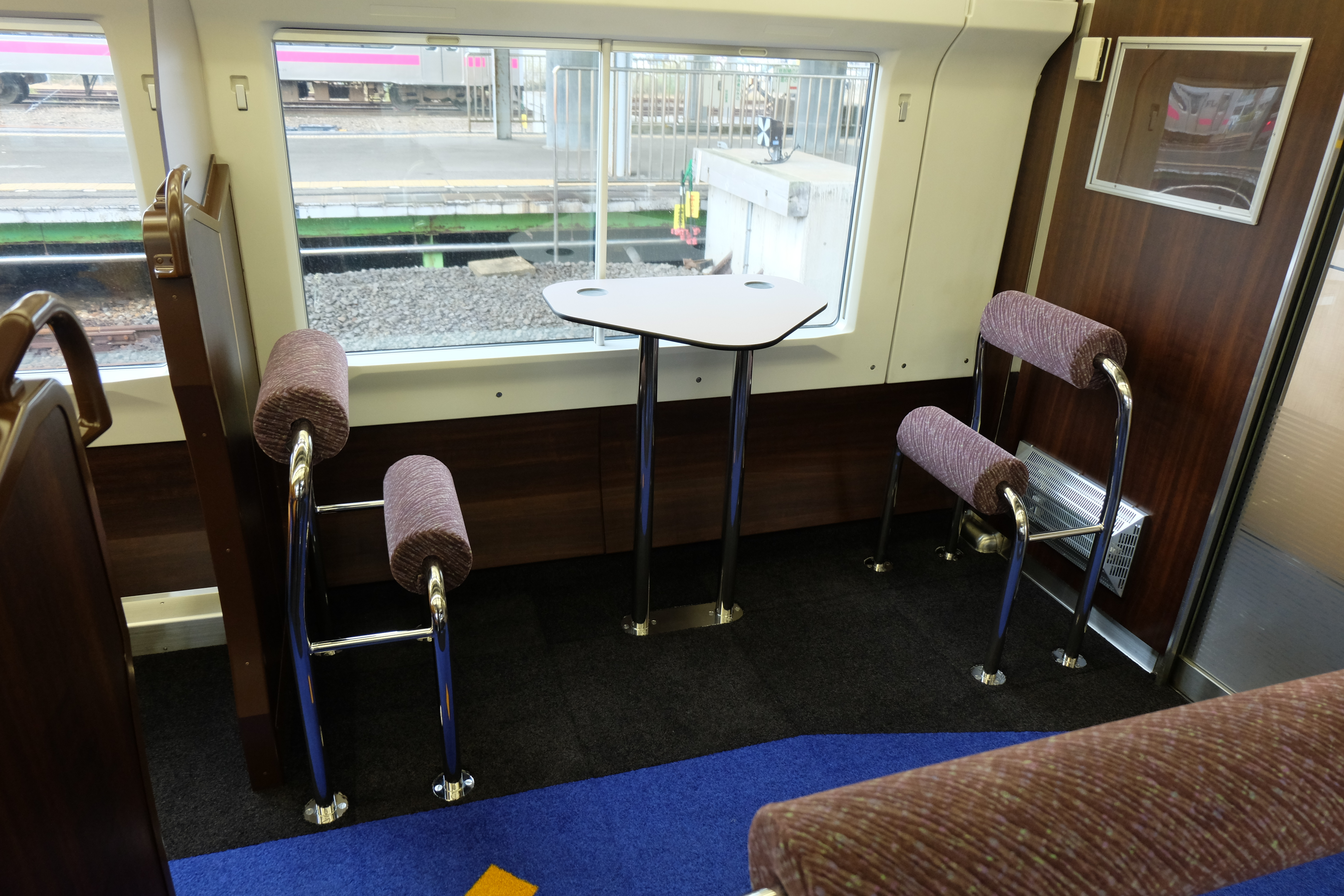
绿色车厢的迷你酒吧区
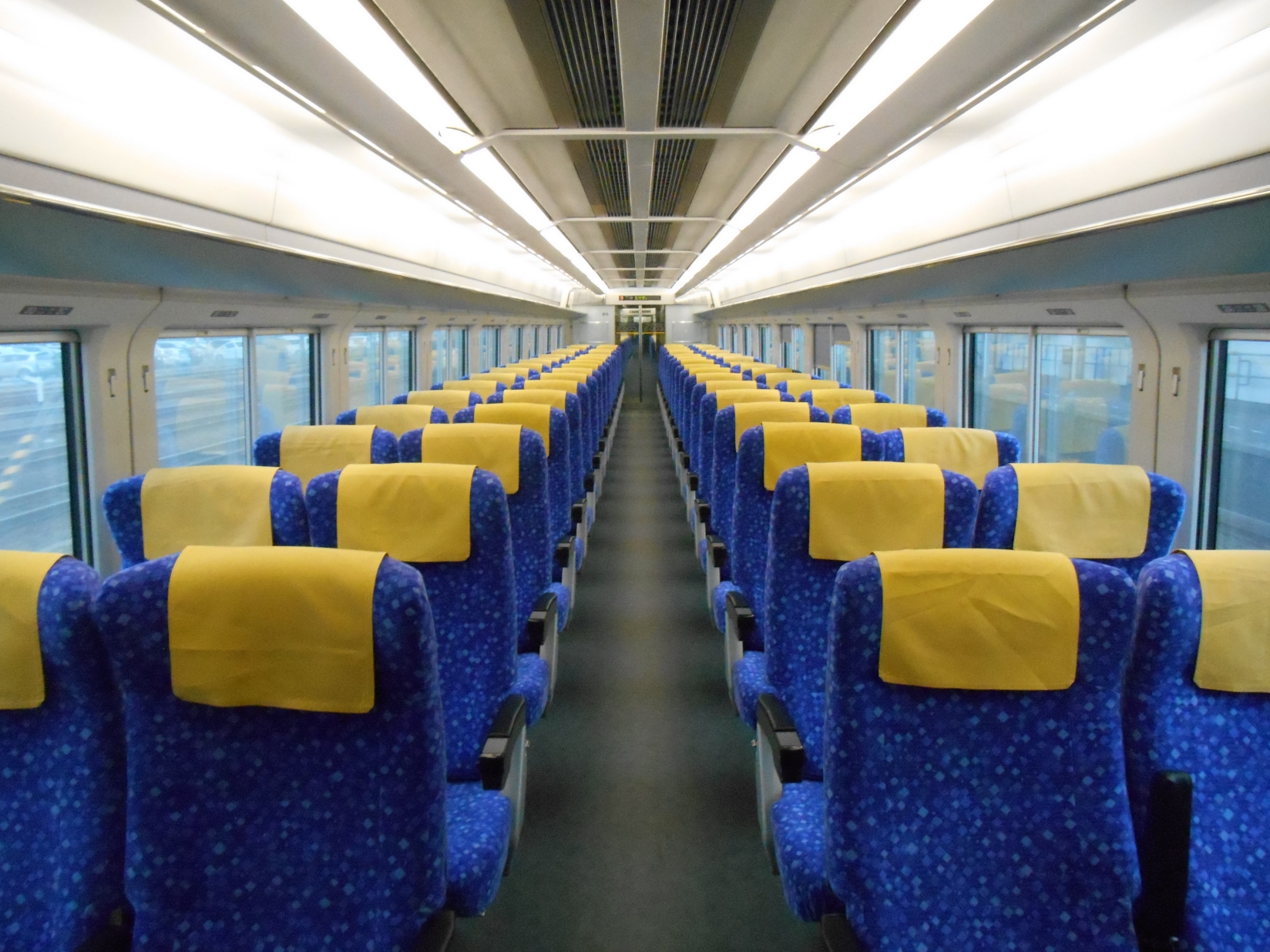
E653系1000番台普通車廂內裝

## 历史
E653系于1997年10月1日投入服务。车上的点心自动售卖机于2008年3月31日后停止服务。
自2012年3月17日起，E653系列车逐步由10节编组的新型E657系接替运行“Fresh常陆”特急列车。原计划将部分E653系调往福岛县磐城站-仙台市仙台站的常磐线新特急列车服务，3列4节编组将因此改为“滨街道”（coastway） 蓝色涂装，其余列车调往他处。这一计划因2011年东北大地震后常磐线磐城以北停运而搁置。
自2013年9月28日的时刻表改正起，改编后的E653系1000番台7节编组投入“稻穗”特急列车服务，运行于新潟和秋田之间。U102编组是首列投入正式运营的E653系1000番台列车，于2013年9月14日运行了新潟-酒田特别团体列车“E653系羽越线首发号”。

## 未来发展
余下的4列4节编组预定改编为E653系1100番台，2015年3月14日时刻表改正后用于新潟站和同县内妙高市新井站间新设的特急列车服务“白雪”。这些列车将换上新涂装——象牙白底色与朱红色及蓝色的彩带，象征着日本海上的夕阳。车厢内部将进行整修，座椅将换上与新干线E7/W7系列车相似的座套。